# Parcoblatta notha
Parcoblatta notha är en kackerlacksart som först beskrevs av Rehn, J. A. G. och Morgan Hebard 1910.  Parcoblatta notha ingår i släktet Parcoblatta och familjen småkackerlackor. Inga underarter finns listade i Catalogue of Life.